# Червен (област Русе)
Вижте пояснителната страница за други значения на Червен.
Чéрвен е село в Северна България. То се намира в община Иваново, област Русе, Северна България.
В землището му попада Археологическият резерват „Средновековен град Чéрвен“ .

## География
Село Червен е разположено в Дунавската равнина, като релефът на землището е хълмист. През селото с много извивки минава река Черни Лом, като стръмните скалисти брегове на долината ѝ разделят селото на две махали – Аврамовската и Долната махала.

## История
Село Червен възниква в подножието на укрепен средновековен град със същото име. Крепостта Чéрвен е стратегически военно-административен център във Второто българско царство със собствено водохранително съоръжение. Средновековният град е построен върху скали, пред които се вие Черни Лом. Градът е разрушен по време на османското нашествие през 1388 година. След последното му опожаряване част от жителите се оттеглят от реката и се заселват по скалите, като от този период са известни останки от църкви и жилищни постройки, включително седалищния храм на Доростоло-Червенския митрополит.
Статия в Роден Край www.rodenkrai.com. През 1961 г. са започнати подробни археологически разкопки, при които са открити накити, оръжия, сечива, домакински съдове и монети.

## Културни и природни забележителности
Руините на средновековния град, който е наследник на ранновизантийска крепост от 6 век, са притегателен обект за туристически посещения. Селото е достъпно и за селски туризъм, съчетан със спортен риболов на Чepни Лoм. Достъпни за посещение са paзпoлoжeнитe нaблизo Ивановски скални църкви (19 км), пeщepaта Орлова чука (18 км) и cĸaлния мaнacтиp в близĸoтo ceлo Басарбово (26 км).

## Стопанство
В селото действа едно дружество с основен предмет на дейност арендуване на земи и селскостопанска продукция.

## Личности
- Тонка Обретенова, родена в Червен (1812 – 1893), българска националреволюционерка и героиня, съратница и доверено лице на Васил Левски, организаторка на Русенския комитет заедно със синовете си Георги, Никола, Ангел и Атанас